# Kiembara
Kiembara ist sowohl eine Gemeinde (französisch commune rurale) als auch ein dasselbe Gebiet umfassendes Departement im westafrikanischen Staat Burkina Faso in der Region Boucle du Mouhoun und der Provinz Sourou. Die Gemeinde hat in 13 Dörfern und fünf Sektoren des Hauptortes 29.235 Einwohner.
Alle zwei Jahre findet in Kiembara ein Fest der Kauri-Kunst statt.